# ألكسندرا إرماكوفا
ألكسندرا أندرييفنا إرماكوفا (بالروسية: Александра Андремева Ермакова، من مواليد 24 نوفمبر 1992) هي لاعبة جمباز إيقاعي فردي روسية. مدربة جمباز ايقاعي،
ماستر رياضي من الدرجة الدولية، حصلت على الميداليات الذهبية في مسابقة أوروبا للناشئين مع الفريق بالإضافة إلى بطلة الحبل في عام 2006، أنهت مسيرتها الرياضية في عام 2010، افتتحت نادي ألكسندرا إرماكوفا الرياضي لممارسة الجمباز الإيقاعي والرقص الحديث.